# مرآة مستوية

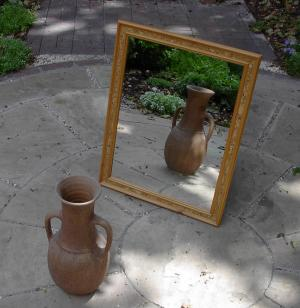
مرآة مستوية

المرآة المستوية هي مرآة مسطحة الشكل، وهي أكثر أنواع المرايا شيوعًا، وتُستخدم بكثرة في الحياة اليومية في مختلف الأماكن من المنازل والمتاجر وغيرها.

## خصائص الصورة الناتجة على المرآة المستوية
خصائص الصورة المتكونة بالمرآة المستوية هي:
1. تقديرية (لا يمكن استقبالها على حائل).
2. معتدلة.
3. معكوسة الوضع بالنسبة للجسم.
4. مساوية للجسم في الحجم.
5. بعد الجسم عن المرآة يساوي بعد الصورة عنها.
6. المستقيم الواصل بين الجسم وصورته عمودي على سطح المرآة.